# 써당족
써당족(베트남어: Người Xơ Đăng)은 베트남의 54개 민족 중 하나이다. 그들의 주된 수입원은 농업이지만, 20세기 이전에는 주로 사냥과 채집에 의존했다. 이들은 소와 가금류 사육에도 관여한 것으로 알려졌다.
이들은 대체로 신비로울 정도로 애니미즘적이다. 써당족의 언어는 몬크메르어족에 속한다. 써당족은 펑추피 축제를 기념한다.

## 인구와 지방
써당족은 주로 꼰뚬성에 거주한다. 몇몇은 꽝응아이성과 꽝남성의 산지에 있다. 써당족은 제찌엥족, 꼬족, 흐레족, 바나족과 친밀한 관계를 가지고 있다.
2009년 인구와 주택조사에 따르면, 베트남의 써당족은 인구가 169,501명이고 63개 지방 중 41개 도시에 살고 있다. 꼰뚬성(104,759명, 베트남의 전체 써당족 인구 중 24.4%, 써당족 총 인구의 61.8%), 꽝남성(37,900명, 22.4%)에는 베트남의 소당족 총인구의 22.4%를 차지하는 인구가 살고 있고, 꽝응아이성(17,713명), 닥락성(8,041명), 잘라이성(705명) 등에도 분포되어 있다.

## 같이 보기
- 베트남의 민족